# سافيو كابوغو
سافيو كابوغو (بالإنجليزية: Savio Kabugo)‏ (20 يناير 1995 بكامبالا في أوغندا - ) هو لاعب كرة قدم أوغندي في مركز الدفاع. شارك مع منتخب أوغندا لكرة القدم. أما مع النوادي، فقد لعب مع SC Victoria University ‏.

## روابط خارجية
- سافيو كابوغو على موقع قاعدة بيانات كرة القدم.إي يو (الإنجليزية)
- سافيو كابوغو على موقع ناشيونال فوتبول تيمز (الإنجليزية)
- سافيو كابوغو على موقع Soccerway.com (الإنجليزية)